# Niccolò Niccoli
Niccolò Nìccoli (Firenze, 1365 – Firenze, 22 gennaio 1437) è stato un letterato e umanista italiano.

## Biografia

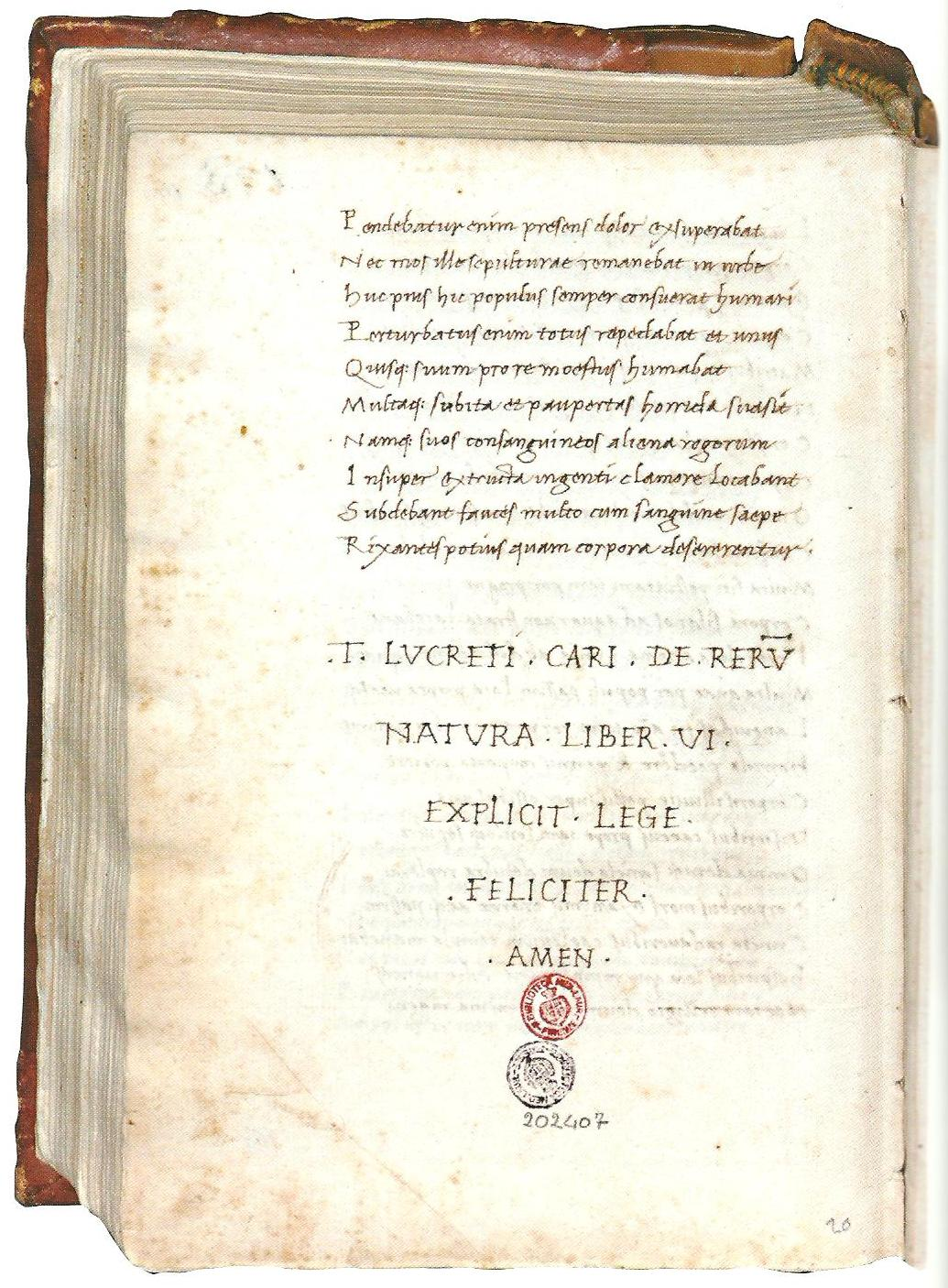
Explicit del De rerum natura di Lucrezio, trascritto da Niccolò Niccoli

Niccolò nacque a Firenze dal lanaiolo Bartolomeo Niccoli e presto seguì l'arte del padre insieme ai fratelli, fino a quando, attratto dal clima culturale fiorentino di fine secolo, iniziò a frequentare il "Circolo di Santo Spirito" e a partecipare alle dotte disquisizioni dei letterati che lo frequentavano, come Luigi Marsili e Coluccio Salutati, diventando così fautore convinto della nuova corrente umanistica.
Si dedicò quindi completamente agli studi dell'antichità, diventando esperto collezionista e bibliofilo con la sovvenzione di Cosimo de' Medici e, con la guida di Poggio Bracciolini, adottò la minuscola carolina, diventando eccellente e raffinato copista dei classici, che vergò in numerosi codici.
Fece parte di quella cerchia di studiosi che incentivarono l'insegnamento del greco, dapprima con Emanuele Crisolora dal 1397 al 1440, in seguito con Guarino Veronese e Giovanni Aurispa e infine con Francesco Filelfo.
Il suo intransigente classicismo e il suo carattere intollerante furono causa di numerose invettive, scritte sia da avversari come il Guarino e il Filelfo che da amici come Leonardo Bruni, che lo accusavano anche di mancanza di creatività. Egli veniva essenzialmente visto come uno snobistico estimatore della filologia latina, che spesso rimproverava agli adulti di usare "volgarismi" nati dalla contrazione di lemmi latini: per questo non amava gli autori in lingua volgare e più volte dichiarò la sua avversione verso Dante, Petrarca e Boccaccio, ai quali preferiva nettamente Virgilio e Cicerone. Il suo rigore ortografico è spesso posto alle radici dell'umanesimo fiorentino, con il rinnovo dell'interesse verso la classicità e verso la "purezza", che successivamente si trasmise anche alle arti figurative.
Niccoli fu un grande ricercatore di codici greci e latini insieme all'amico Nicola Cusano e si fece spesso promotore delle ricerche di altri, come nel caso dei cardinali Niccolò Albergati e Giuliano Cesarini, per i quali preparò nel 1431 l'Itinerarium o Commentarium, che consisteva in un elenco di autori latini che dovevano essere ricercati nei monasteri tedeschi.
Durante i due viaggi nell'Urbe compiuti nel 1424 e nel 1426 egli rimase colpito dalla quantità e bellezza delle vestigia romane e iniziò a collezionare con passione opere d'arte (dipinti, marmi, vasi, bronzi, monete, iscrizioni) che raccolse nella sua abitazione.
Vespasiano da Bisticci scrisse nella sua opera Vite un profilo di Niccolò Niccoli, descrivendolo come uomo di cultura raffinata.
Fu interessato anche allo studio della geografia e, secondo la testimonianza di alcuni, tra i quali il Guarino, egli fu autore di un trattato ortografico, non pervenutoci, unica opera della quale si ha notizia.
Quando egli morì, il 22 gennaio del 1437, tutti i manoscritti da lui posseduti, ottocento codici, dei quali cento greci, vennero consegnati (in seguito a disposizione testamentaria affidata a sedici esecutori) a Cosimo de' Medici, che li donò alla biblioteca presso l'allora Convento domenicano di San Marco (oggi Museo nazionale di San Marco).